# ISO 3166-2:SD
ISO 3166-2:SD es la entrada para Sudán en ISO 3166-2, parte de los códigos de normalización ISO 3166 publicados por la Organización Internacional de Normalización (ISO), que define los códigos para los nombres de las principales subdivisiones (p.ej., provincias o estados) de todos los países codificados en ISO 3166-1.
En la actualidad, para Sudán los códigos ISO 3166-2 se definen para 18 estados.
Cada código consta de dos partes, separadas por un guion. La primera parte es SD, el código ISO 3166-1 alfa-2 para Sudán. La segunda parte tiene dos letras.

## Códigos actuales
Los nombres de las subdivisiones se ordenan según el estándar ISO 3166-2 publicado por la Agencia de Mantenimiento ISO 3166 (ISO 3166/MA).
Los códigos ISO 639-1 se usan para representar los nombres de las subdivisiones en los siguientes idiomas oficiales:
- (ar): Árabe
- (en): Inglés

Pulsa sobre el botón en la cabecera para ordenar cada columna.
| Código | Nombre de la subdivisión (ar) (BGN/PCGN 1956) | Nombre de la subdivisión (en) | Nombre de la subdivisión (es)                  |
| ------ | --------------------------------------------- | ----------------------------- | ---------------------------------------------- |
| SD-DC  | Wasaţ Dārfūr                                  | Central Darfur                | Darfur Central (la variante local es Zalingei) |
| SD-DE  | Sharq Dārfūr                                  | East Darfur                   | Darfur del Este                                |
| SD-DN  | Shamāl Dārfūr                                 | North Darfur                  | Darfur del Norte                               |
| SD-DS  | Janūb Dārfūr                                  | South Darfur                  | Darfur del Sur                                 |
| SD-DW  | Gharb Dārfūr                                  | West Darfur                   | Darfur del Oeste                               |
| SD-GD  | Al Qaḑārif                                    | Gedaref                       | Gadarif                                        |
| SD-GK  | Gharb Kurdufān                                | West Kordufan                 | Kordofán del Oeste78                           |
| SD-GZ  | Al Jazīrah                                    | Gezira                        | Gezira                                         |
| SD-KA  | Kassalā                                       | Kassala                       | Kassala                                        |
| SD-KH  | Al Kharţūm                                    | Khartoum                      | Jartum                                         |
| SD-KN  | Shamāl Kurdufān                               | North Kordufan                | Kordofán del Norte                             |
| SD-KS  | Janūb Kurdufān                                | South Kordufan                | Kordofán del Sur                               |
| SD-NB  | An Nīl al Azraq                               | Blue Nile                     | Nilo Azul                                      |
| SD-NO  | Ash Shamālīyah                                | Northern                      | Norte                                          |
| SD-NR  | Nahr an Nīl                                   | River Nile                    | Río Nilo                                       |
| SD-NW  | An Nīl al Abyaḑ                               | White Nile                    | Nilo Blanco                                    |
| SD-RS  | Al Baḩr al Aḩmar                              | Red Sea                       | Mar Rojo                                       |
| SD-SI  | Sinnār                                        | Sennar                        | Sennar                                         |

## Cambios
Los siguientes cambios de entradas han sido anunciados en los boletines de noticias emitidos por el ISO 3166/MA desde la primera publicación del ISO 3166-2 en 1998, cesando esta actividad informativa en 2013.
| Informe                       | Fecha de emisión                     | Descripción del cambio reportado                                                                                        | Cambio de código o subdivisión |
| ----------------------------- | ------------------------------------ | --- | --- |
| Boletín I-9                   | 2007-11-28                           | Modificación de la estructura administrativa                                                                            | Subdivisión borrada:SD-10 Gharb Kurdufān |
| Boletín II-3                  | 2011-12-13 (corregido el 2011-12-15) | Ajuste administrativo y actualización                                                                                   | Presentación de la subdivisión:25 estados (véase abajo) → 17 estados Subdivisiones borradas: 10 estados (SD-14 – SD-23) segregados al crearse Sudán del Sur (SS) Subdivisiones añadidas: SD-DE Sharq Dārfūr SD-DC Zalingei                                 |
| Plataforma en línea de la ISO | 2015-11-27                           | Se añade el estado SD-GK; cambia la ortografía de SD-NR, SD-NO, SD-DN, SD-KN, SD-DC; se actualiza la fuente de la lista | Subdivisión añadida:SD-GK Gharb Kurdufān (árabe), West Kordofan (inglés) Cambios ortográficos: SD-DC Zalingei → Wasaţ Dārfūr Zālinjay SD-DN ? → Shamāl Dārfūr SD-KN Shamāl Kurdufān → Shiamāl Kurdufān SD-NO ? → Ash Shamālīyah SD-NR An Nīl → Nahr an Nīl |
| Plataforma en línea de la ISO | 2018-11-26                           | Corrección de la etiqueta del sistema de romanización                                                                   | |
| Plataforma en línea de la ISO | 2020-11-24                           | Corrección tipográfica del nombre de la subdivisión SD-KN, SD-DC; se añade la variante local de SD-DC                   | Cambios ortográficos:SD-DC Wasaţ Dārfūr Zālinjay → Wasaţ Dārfūr SD-KN Shiamāl Kurdufān → Shamāl Kurdufān |

### Códigos anteriores al Boletín II-3
| Código anterior | Nombre de la subdivisión |
| --------------- | ------------------------ |
| SD-23           | Āٰālī an Nīl              |
| SD-26           | Al Baḩr al Aḩmar         |
| SD-18           | Al Buḩayrāt              |
| SD-07           | Al Jazīrah               |
| SD-03           | Al Kharţūm               |
| SD-06           | Al Qaḑārif               |
| SD-22           | Al Waḩdah                |
| SD-04           | An Nīl                   |
| SD-08           | An Nīl al Abyaḑ          |
| SD-24           | An Nīl al Azraq          |
| SD-01           | Ash Shamālīyah           |
| SD-17           | Baḩr al Jabal            |
| SD-16           | Gharb al Istiwā'īyah     |
| SD-14           | Gharb Baḩr al Ghazāl     |
| SD-12           | Gharb Dārfūr             |
| SD-11           | Janūb Dārfūr             |
| SD-13           | Janūb Kurdufān           |
| SD-20           | Jūnqalī                  |
| SD-05           | Kassalā                  |
| SD-15           | Shamāl Baḩr al Ghazāl    |
| SD-02           | Shamāl Dārfūr            |
| SD-09           | Shamāl Kurdufān          |
| SD-19           | Sharq al Istiwā'īyah     |
| SD-25           | Sinnār                   |
| SD-21           | Wārāb                    |